# Allocricetulus
Allocricetulus é um gênero de roedores da família Cricetidae.

## Espécies
- Allocricetulus curtatus (G. M. Allen, 1925)
- Allocricetulus eversmanni (Brandt, 1859)